# Невидимый воин
«Неви́димый во́ин» — девятый студийный альбом российской хеви-метал группы «Легион», который вышел на лейбле CD-Maximum 4 октября 2010 года.
На альбоме представлены как быстрые и стремительные композиции, так и среднетемповые песни. Также на диске — три баллады, записанные совместно со струнным квартетом AMATISS-BAND.
Также на заглавную композицию снят видеоклип.

## Список композиций
| №   | Название                       | Длительность |
| --- | ------------------------------ | ------------ |
| 1.  | «Лунный свет»                  | 3:47         |
| 2.  | «Избранный судьбой»            | 4:19         |
| 3.  | «Два крыла»                    | 3:28         |
| 4.  | «Невидимый воин»               | 4:08         |
| 5.  | «Будь сильней»                 | 3:41         |
| 6.  | «Афродита»                     | 5:28         |
| 7.  | «Последний единорог»           | 4:27         |
| 8.  | «Победитель»                   | 5:01         |
| 9.  | «Свет волшебства»              | 5:46         |
| 10. | «Колокол»                      | 5:26         |
| 11. | «Звезда» (re-recorded version) | 4:57         |

## Участники записи
- Алексей Булгаков — вокал
- Владимир Лицов — гитара
- Станислав Козлов — бас-гитара
- Сергей Еранов — ударные
- Пётр Малиновский — ударные
- Александр Орлов — клавишные